# Piz Riein
Piz Riein är en bergstopp i Schweiz.   Den ligger i regionen Surselva och kantonen Graubünden, i den östra delen av landet, 140 km öster om huvudstaden Bern. Toppen på Piz Riein är 2 752 meter över havet, eller 67 meter över den omgivande terrängen. Bredden vid basen är 0,95 km.
Terrängen runt Piz Riein är huvudsakligen bergig, men norrut är den kuperad. Närmaste större samhälle är Domat, 15,9 km nordost om Piz Riein. 
Trakten runt Piz Riein består i huvudsak av gräsmarker. Runt Piz Riein är det mycket glesbefolkat, med 4 invånare per kvadratkilometer.